# Украина на «Евровидении-2004»
Украина на песенном конкурсе «Евровидении-2004», прошедшем в Стамбуле, представляла певица Руслана с песней «Wild Dances» на английском языке. С этой песней в полуфинале конкурса она заняла второе место, набрав 256 баллов, а в финале заняла первое место, набрав 280 баллов. Это была первая победа Украины в этом конкурсе.

## Национальный отбор
На Украине состоялся внутренний конкурс. Была выбрана песня «Wild Dances», музыку к которой сочинила певица Руслана, а слова в соавторстве написали Александр Ксенофонтов, Джемми Махер, Фейней, Шерена Дугани при участии Русланы. Исполнительница собиралась взять на себя расходы . Кандидатом от Украины на Евровидении 2004 была Ани Лорак, но она представила свою страну лишь в 2008 году.

## Исполнитель
Раннее творчество Русланы было выдержано в романтическом стиле "Принцессы Весны", как её тогда называли. Юная, красивая, нежным голосом она пела песни о любви, весне, чувствах, радости, мире снов, праздниках. Баллада «Світанок» («Рассвет») признана лучшей песней Украины в 1998 году. Руслана часто участвовала в рождественских музыкальных проектах.
В альбоме 2003 года «Дикие танцы» на романтические мелодии и тексты сильно повлияли гуцульские мотивы. Они навеяны впечатлениями Русланы от путешествия в горы к гуцулам и знакомством с их обычаями. Стилистика этого проекта отражена в клипе на песню «Знаю я».

## Голосование
| Голоса за украинскую исполнительницу | Голоса за украинскую исполнительницу                              |
| ------------------------------------ | ----------------------------------------------------------------- |
| Оценка                               | Страны                                                            |
| 12                                   | Турция, Польша, Россия, Латвия, Литва, Исландия, Израиль, Эстония |
| 10                                   | Андорра, Беларусь, Сербия и Черногория, Португалия, Швеция        |
| 8                                    | Кипр, Испания, Финляндия, Хорватия, Македония, Мальта, Словения   |
| 7                                    | Греция, Нидерланды, Норвегия                                      |
| 6                                    | Босния и Герцеговина, Германия, Румыния                           |
| 5                                    | Албания, Бельгия, Дания, Великобритания                           |
| 4                                    | Австрия                                                           |
| 3                                    | -                                                                 |
| 2                                    | -                                                                 |
| 1                                    | -                                                                 |

| Голоса украинских телезрителей | Голоса украинских телезрителей |
| ------------------------------ | ------------------------------ |
| Оценка                         | Страна                         |
| 12                             | Сербия и Черногория            |
| 10                             | Россия                         |
| 8                              | Греция                         |
| 7                              | Хорватия                       |
| 6                              | Турция                         |
| 5                              | Польша                         |
| 4                              | Кипр                           |
| 3                              | Македония                      |
| 2                              | Швеция                         |
| 1                              | Мальта                         |